# ABN AMRO Bank N.V.
ABN AMRO Bank N.V. is de beursgenoteerde houdstermaatschappij van de Nederlandse bankgroep ABN AMRO, opgericht tijdens de kredietcrisis door samenvoeging van de Nederlandse takken van het voormalige Fortis en het voormalige ABN AMRO Holding N.V. Eind 2024 telde de bank bijna 22.000 fulltime medewerkers. Marguerite Bérard is voorzitter van de raad van bestuur. Sinds 12 september 2024 bezit Stichting administratiekantoor beheer financiële instellingen (NLFI) 40,5% van de aandelen ABN AMRO. De rest wordt verhandeld op de Amsterdamse effectenbeurs. Sinds maart 2023 maken de aandelen weer deel uit van de AEX en niet meer van de AMX-index.

## Geschiedenis

### Ontstaan

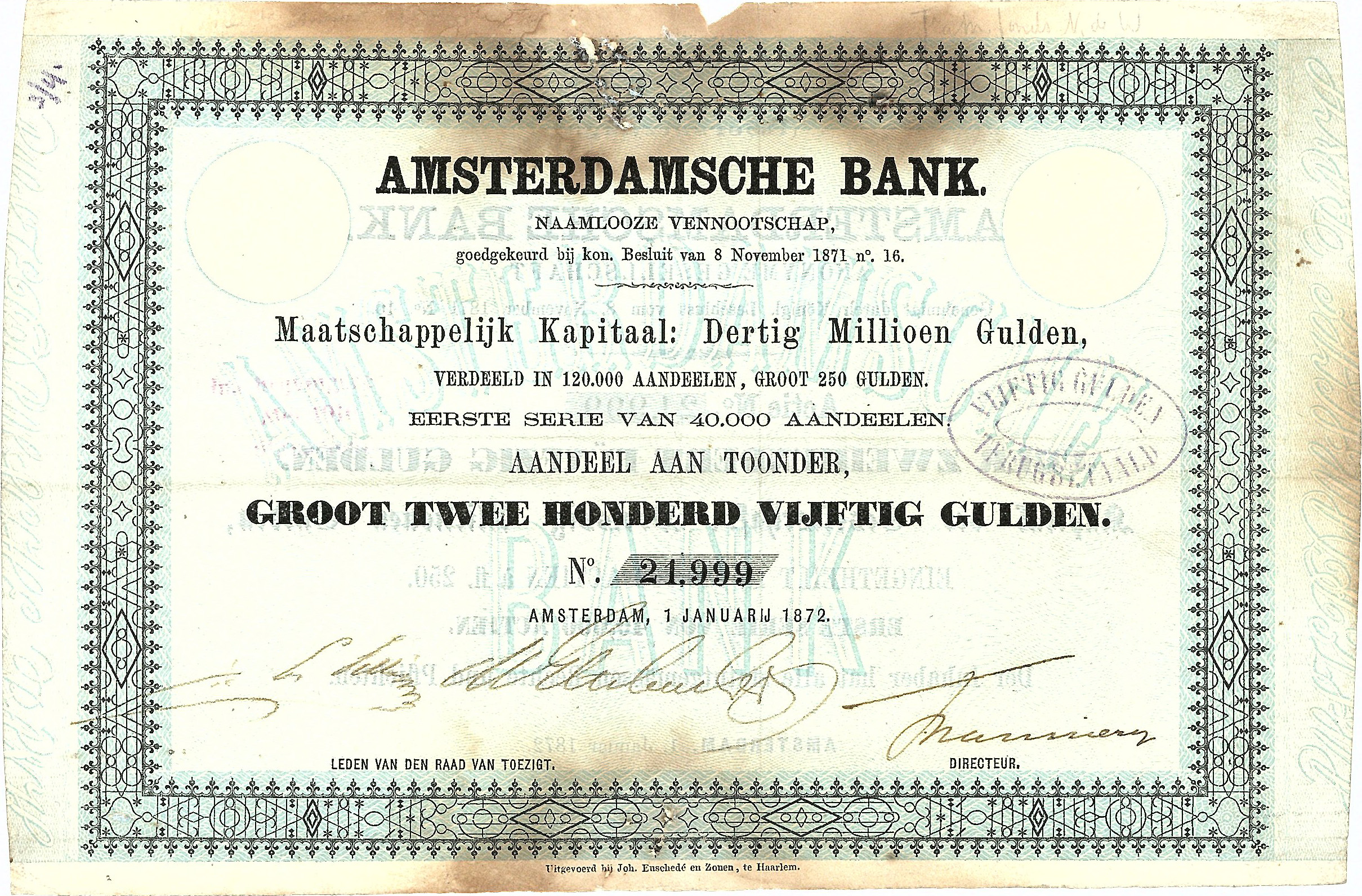
Oprichtingsaandeel van de Amsterdamsche Bank voor 250 gulden, uitgegeven op 1 januari 1872. Na de fusie in 1964 met de Rotterdamsche Bank ontstond de grootste bank van Nederland, de Amsterdam-Rotterdamsche Bank (Amro Bank), met zetel in Amsterdam.

In 1824 richtte koning Willem I der Nederlanden bij Koninklijk Besluit de Nederlandsche Handelmaatschappij (NHM) op. Deze fuseerde in 1964 met de Twentsche Bank (opgericht in 1841) tot de Algemene Bank Nederland (ABN). Eveneens in 1964 fuseerden de Amsterdamsche Bank (opgericht in 1871) en Rotterdamsche Bank (opgericht in 1863) om de AMRO Bank te vormen. In 1991 fuseerden de AMRO Bank en de ABN tot ABN AMRO.
De combinatie had in Nederland een sterke positie en de ambitie om te groeien lag vooral in het buitenland. In de Verenigde Staten lagen veel mogelijkheden. De ABN had in 1979 al LaSalle National Bank gekocht en in 1991 werd Talman Home gekocht voor US$ 400 miljoen. De spaarbank had een balanstotaal van US$ 5 miljard en ABN of AMRO Bank alleen had een dergelijke grote overname nooit kunnen doen. Vanaf 1994 was de ABN AMRO zelfs de grootste buitenlandse bank in het land tot 1998. In dat jaar nam Deutsche Bank Bankers Trust over en stootte ABN AMRO van de eerste plaats. In 1998 telde ABN AMRO 2.640 vestigingen in het buitenland ten opzichte van 458 kantoren in 1990. Het aantal buitenlandse medewerkers was in diezelfde periode verviervoudigd tot 71.000 en was het dubbele van het aantal werknemers in Nederland.
De ambitie was niet alleen regionale uitbreiding, maar ook op het vlak van de investment banking. In 1992 werd het Britse effectenhuis Hoare Govett overgenomen. Vanaf 1995 werden de activiteiten in aandelen, obligaties, fusies, privatisering en emissies verricht onder de merknaam ABN AMRO Hoare Govett. Diverse andere effectenhuizen werden overgenomen en in 1996 werd een joint venture opgericht met Rothschild-bankiers. In 1997 was de joint venture de leidende partij bij de grote privatisering van het Australische telefoonbedrijf Telstra.
In Europa bleef een tweede thuismarkt een belangrijke wens. In 1998 bracht ABN AMRO een bod van 24 miljard gulden uit op de Belgische Generale Bank. De grootaandeelhouders van de Generale Bank wilde het belang verkopen en was in gesprek met Fortis over een overname, maar hier ging de voorkeur van het bestuur van de Generale Bank niet naar uit. Pas nadat Fortis het bod verder had verhoogd verloor ABN AMRO de steun van het bestuur en zag op 6 juni 1998 van het bod af. Nog geen maand later maakte ABN AMRO een overeenkomst bekend waarmee een controlerend belang zou krijgen in Banco Real in Brazilië. Voor 4,2 miljard gulden kreeg ABN AMRO de op drie na grootste particuliere bank van het land in handen; Banco Real telde toen 1.372 kantoren en zo'n 15.000 medewerkers.
In maart 1999 kocht ABN AMRO voor 1,5 miljard gulden een belang van 8,75% in Banca di Roma. Met andere aandeelhouders in deze Italiaanse bank werd een overeenkomst gesloten en ABN AMRO kreeg via 1300 kantoren toegang tot deze versnipperde markt. Verder werden met het bestuur van Banca di Roma afspraken gemaakt waardoor ABN AMRO een groot belang kon nemen in Banca Antoniana Popolare Veneta of kortweg Banca Antonveneta.
Vanaf 2000 maakte ook het Bouwfonds Nederlandse Gemeenten deel uit van het concern. Ultimo 2005 voegde ABN AMRO de hypothekenportefeuille, bijna driekwart van Bouwfonds’ activa, bij zijn eigen hypotheken. De rest ging in de verkoop; de divisies Projectontwikkeling en Asset Management gingen naar Rabobank; zij betaalde hiervoor € 845 miljoen. De divisie Vastgoedfinanciering werd verkocht aan SNS Reaal voor € 840 miljoen. Bouwfonds is nog steeds de grootste woningontwikkelaar van Nederland en ontwikkelt onder andere grote delen van verschillende Vinex-wijken.
In 2006 telde de bank meer dan 4500 vestigingen in 53 landen, had ruim 110.000 medewerkers (FTE's), 4,5 miljoen rekeninghouders en een totale beurswaarde van circa € 56 miljard. ABN AMRO richtte zich hoofdzakelijk op bankieren, vermogensbeheer, verzekeringen en leasing. Wanneer naar het kernvermogen gekeken werd, was de ABN AMRO de achtste bank van Europa en de zeventiende van de wereld voor de opsplitsing in 2007. De aandelen van de ABN AMRO Holding N.V. waren onder andere in Amsterdam genoteerd, waar het aandeel deel uitmaakte van de AEX-index. In New York kon via ADR's (certificaten) aan de New York Stock Exchange in aandelen van de bank worden gehandeld.
Buiten Nederland was de bank vooral actief in:

#### Verenigde Staten (VS)
De commerciële bankactiviteiten in de VS werden gevormd door een combinatie van de LaSalle Bank in Chicago, Illinois en de LaSalle Bank Midwest in Detroit, Michigan die gezamenlijk opereren onder de naam LaSalle Bank Corporation. LaSalle Bank Midwest is de voormalige Standard Federal Bank die in 2005 van naam veranderde. ABN AMRO bezat ook enkele jaren de ABN AMRO Mortgage Group, een van de grootste hypotheekverstrekkers, maar verkocht dit onderdeel begin 2007 aan de Citigroup. LaSalle werd in 2007 verkocht aan Bank of America.

#### Brazilië
ABN AMRO opereerde in Brazilië onder de naam Banco Real, een bank die in 1925 in Belo Horizonte onder de naam Banco do Lavoura de Mina Gerais was opgericht. Na een lange periode van fusies en uitbreidingen in Brazilië ontstond in 1971 uiteindelijk de huidige Banco Real S.A. die zich in de volgende kwart eeuw uitbreidde met vestigingen in Zuid-, Midden- en Noord-Amerika. Begin 1998 gingen de Banco Real S.A. en de Banco ABN AMRO S.A., de in 1917 opgerichte dochter van ABN AMRO, een strategische alliantie aan. Eind 1998 vond een uiteindelijke fusie van de beide banken plaats. Er ontstond een van de grootste spelers in de Zuid-Amerikaanse financiële markt die sindsdien al enige (kleine en grote) overnames heeft gedaan. Dit onderdeel is in 2007 aan Banco Santander verkocht.

#### Italië

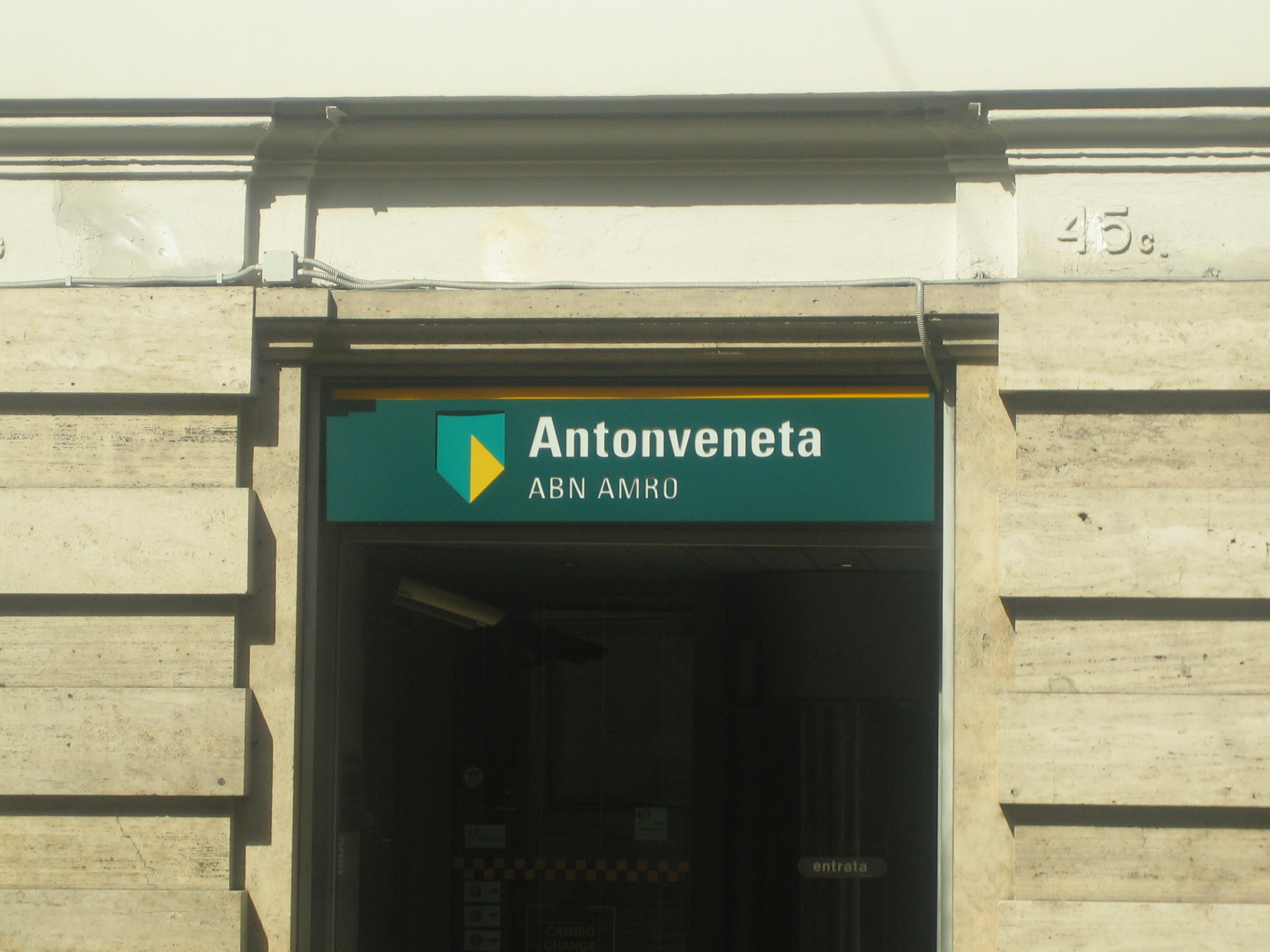
Antonveneta

Sinds 2006 was ABN AMRO actief in Italië onder de naam Antonveneta, een coöperatieve bank die in 1996 ontstond uit de fusie van twee volkskredietbanken (banchi popolari) en in 2002 een naamloze vennootschap (SpA) werd. Het was qua grootte van het vermogen de achtste bank van Italië, met een hoofdkantoor in Padua en een sterke focus op de particuliere (retail)markt in Noord-Italië. Antonveneta had ca. 600 filialen en er werkten ruim 10.000 medewerkers.
ABN AMRO werkte al langere tijd samen met Antonveneta en eind 2005 nam zij Antonveneta over, na een lange strijd vol schandalen. De bank streed tegen rivaliserende banken als Banca Popolare Italiana. De gouverneur van de Italiaanse centrale bank, Antonio Fazio, spande samen met Italiaanse investeerders zoals Gianpiero Fiorani om Antonveneta in Italiaanse handen te houden. Deze opzet lekte uit en in december 2005 stapte Fazio op.
Begin 2006 bezat ABN AMRO ruim 80% van de aandelen Antonveneta en beëindigde het de notering van laatstgenoemde op de beurs van Milaan. De overname werd gezien als een doorbraak in het versnipperde Italiaanse bankenlandschap, waar buitenlandse banken altijd buiten de deur waren gehouden. Na de overname hield ABN AMRO tevens een belang van ongeveer 8,6% in de Italiaanse bank Capitalia. Critici zagen de gang van ABN AMRO naar Italië echter als een noodgreep. Er zou weinig samenhang zijn tussen de buitenlandse activiteiten en de bank zou de kosten niet onder controle kunnen houden. Antonveneta is in 2007 naar Banco Santander gegaan, die het vrij snel doorverkocht aan de Italiaanse bank Monte dei Paschi di Siena.

#### Resultatenoverzicht
In de onderstaande tabel zijn de resultaten van ABN AMRO weergegeven vanaf het begin en over de laatste vijf jaren voor de overname door het bankentrio. De forse daling van het aantal vestigingen in de eerste vijf jaar was vooral het gevolg van het samenvoegen van de AMRO Bank en ABN kantoren in Nederland. In die jaren werden 420 vestigingen gesloten. Per 2 januari 2006 verwierf ABN AMRO de zeggenschap over de Italiaanse bank Antonveneta wat deels de stijging verklaart van de resultaten en aantal medewerkers ten opzichte van het jaar ervoor. De nettowinst over 2007 was bijzonder hoog dankzij een winst van € 7,2 miljard op de verkoop van LaSalle. De nettowinst exclusief deze bate was € 2665 miljoen. De forse daling van de naar risico gewogen activa in 2007 is ook vooral het gevolg van de verkoop van LaSalle en de ABN AMRO Mortgage Group in de Verenigde Staten. Per 31 december 2007 had de bank 665 vestigingen in Nederland en 3631 vestigingen in 55 andere landen.
| Jaar | Totale baten | Bedrijfs- resultaat | Krediet- voorzieningen | Nettowinst | Balanstotaal | RWA       | Werknemers | Vestigingen |
| ---- | ------------ | ------------------- | ---------------------- | ---------- | ------------ | --------- | ---------- | ----------- |
| 1990 | € 4554       | € 1398              | € 545                  | € 632      | € 176.900    | n.b.      | 58.052     | 1928        |
| 1995 | € 7354       | € 2391              | € 635                  | € 1223     | € 248.000    | n.b.      | 63.694     | 1670        |
| 2000 | € 18.469     | € 5267              | € 585                  | € 2498     | € 543.200    | € 263.900 | 115.098    | 3679        |
| 2003 | € 18.793     | € 6208              | € 1274                 | € 3161     | € 560.400    | € 223.800 | 112.663    | 3675        |
| 2004 | € 16.286     | € 3605              | € 607                  | € 3865     | € 727.500    | € 231.600 | 94.571     | 3498        |
| 2005 | € 15.194     | € 4647              | € 614                  | € 4382     | € 880.800    | € 257.900 | 93.534     | 3567        |
| 2006 | € 16.445     | € 4439              | € 1411                 | € 4715     | € 987.100    | € 280.700 | 107.535    | 4532        |
| 2007 | € 17.268     | € 3422              | € 1704                 | € 9848     | € 1.025.200  | € 232.200 | 114.082    | 4194        |

### Overnamestrijd

#### Voorgeschiedenis
In 2004 heeft ABN AMRO zelf haar beschermingsconstructie afgebroken door het intrekken van de preferente aandelen. Het doel was zeer waarschijnlijk de koers van het aandeel hiermee te ondersteunen. Een hogere koers geeft meer kracht aan het bedrijf, maar het gebrek aan bescherming maakt het bedrijf tegelijkertijd een makkelijkere prooi.

#### Openingszetten
In vergelijking met concurrenten (de peer group) had het aandeel ABN AMRO in de eerste jaren van de 21e eeuw weinig rendement laten zien. De hoofdoorzaak hiervan was het gebrek aan groei en het mislukken van de pogingen om de kosten terug te dringen. Het hedgefonds The Children's Investment (TCI) zette begin 2007 bestuursvoorzitter Rijkman Groenink onder druk om actie te ondernemen. De onsamenhangende strategie beschouwden zij en andere hedgefondsen (o.a. Tosca) als mislukt en het zou meer geld opbrengen de bank in losse delen te verkopen, zo meenden zij. De hedgefondsen noemden een overname door een bank die wél waarde wist te creëren als alternatief. Deze verklaringen kwamen in een periode dat ook beleggers geen synergie-effecten tussen de geografische thuismarkten van ABN AMRO ervoeren.
Op 19 maart 2007 werd via een gezamenlijk persbericht bekendgemaakt dat ABN AMRO gesprekken voerde met Barclays aangaande een mogelijke fusie van de twee grootbanken. Als gecombineerde bank zou zij zo na HSBC de tweede bank van Europa worden en de vijfde ter wereld.
TCI eiste daarop dat naast Barclays ook andere partijen de gelegenheid moesten krijgen om een bod uit te brengen op de bank. Op 13 april 2007 maakten het Belgische Fortis, de Schotse Royal Bank of Scotland (RBS) en de Spaanse Banco Santander bekend interesse te hebben in overname van ABN AMRO. De drie banken boden aan ABN AMRO te kopen en onderling te verdelen. Banco Santander was geïnteresseerd in de Braziliaanse en Italiaanse activiteiten van de bank, Fortis zou zich willen ontfermen over de Benelux en de Royal Bank of Scotland bood aan de Amerikaanse tak over te nemen.

#### Overnamestrijd
Barclays werd gesteund door onder meer de Spaanse bank Banco Bilbao Vizcaya Argentaria (BBVA), de Franse bank BNP Paribas en Bank of America. Op 23 april maakte Barclays bekend een bod van € 67 miljard te hebben uitgebracht op de aandelen ABN AMRO. Dit bod bestond uit aandelen Barclays: voor elk aandeel ABN AMRO bood Barclays 3,225 van zijn eigen aandelen. Het uitgebrachte bod lag onder de toenmalige beurskoers van ABN AMRO en beleggers hielden rekening met een hoger bod. De naam voor de voorgestelde combinatie tussen ABN AMRO en Barclays was Barclays Plc. Het hoofdkantoor voor bedrijfs- en consumentenbankieren zou in Amsterdam komen en dat voor zakenbankieren in Londen. Topman Rijkman Groenink zou de functie van commissaris krijgen.
Ten tijde van het bod van Barclays verkocht ABN AMRO de Amerikaanse LaSalle Bank aan de Bank of America voor US$ 21 miljard, met het beding dat deze verkoop van LaSalle Bank ook door zou gaan indien de overnamepoging van Barclays zou mislukken. De Vereniging van Effectenbezitters had moeite met de manier waarop de verkoop van LaSalle Bank aan Bank of America was verlopen. De aandeelhouders hadden namelijk geen invloed gehad op deze grote transactie. Bovendien werd overige bieders die bijzondere interesse in deze Amerikaanse tak hadden de pas afgesneden.
Op 25 april bood het concurrerende consortium onder leiding van de Royal Bank of Scotland € 39 per aandeel ABN AMRO, waarmee het bod van Barclays ruim werd overtroefd. Het bod bestond voor 70% uit contant geld en voor 30% uit aandelen RBS. Voorwaarde bij dat bod was echter dat de verkoop van LaSalle Bank aan Bank of America niet door zou gaan.
De Vereniging van Effectenbezitters leek met succes bezwaar gemaakt te hebben bij de Ondernemingskamer tegen verkoop van de Amerikaanse dochter Bank LaSalle. De voorzitter van de Ondernemingskamer Huub Willems oordeelde dat de verkoop voorgelegd had moeten worden aan de (Algemene vergadering van) aandeelhouders. Daarop bracht op 6 mei ook het consortium van banken een bod uit op LaSalle ter waarde van US$ 24,5 miljard. Het bestuur van ABN AMRO vond echter het bod van Bank of America zekerder, en bleef bij zijn keuze. Er werd gevreesd voor grote schadeclaims, hetzij van de Bank of America als de verkoop niet door zou gaan, hetzij van boze aandeelhouders die vonden dat ABN AMRO miljarden misliep door het bod van het consortium te negeren.
Op 26 juni adviseerde echter de advocaat-generaal, de adviseur van de Hoge Raad, om het besluit van de Ondernemingskamer te vernietigen, en de Hoge Raad nam zijn advies over op 13 juli. De verkoop van LaSalle aan Bank of America kon dus gewoon doorgang vinden zonder goedkeuring van de aandeelhouders. Maar RBS trok zich niet terug uit het bankenconsortium, zoals wel de bedoeling van ABN AMRO was geweest. RBS zat juridisch al te vast in het bankentrio en gunden bovendien hun Engelse rivaal Barclays de fusie met ABN AMRO niet.

#### Overname door het bankentrio
Het consortium van RBS, Fortis en Banco Santander, werkend onder de naam "RFS Holdings BV", maakte daarop bekend ABN AMRO ook zonder LaSalle over te willen nemen. Hun eindbod van € 38,40 (voornamelijk in contant geld), een paar euro per aandeel meer dan het eerdere bod van Barclays, betekende dat het trio de overnamestrijd won. De totale overnamesom kwam daarmee uit op ongeveer € 72 miljard. Op 10 oktober 2007 werd bekend dat het bod van het consortium gestand was gedaan. De beursnotering van ABN AMRO werd gestaakt.
Eind 2007 waren de drie aandeelhouders reeds begonnen met het opdelen van ABN AMRO. Voor € 24 miljard heeft Fortis de onderdelen Private Banking, Asset Management en de Business Unit Nederland overgenomen. De gehele separatie en integratie zou eind 2009 afgerond zijn. Fortis zou de naam ABN AMRO in Nederland voorlopig handhaven. De overname door Fortis leidde tot een ongewenste concentratie op de Nederlandse markt voor zakenbankieren, nummer één en vier in Nederland zouden samengaan, en factoring. Om de bezwaren van de Europese Commissie weg te nemen, heeft Fortis toegezegd de Hollandsche Bank-Unie, twee departementen zakelijke cliënten, dertien advieskantoren en ABN AMRO's factoringdochter IFN Finance BV te zullen verkopen aan een grote internationale bank. Medio 2008 werd bekend dat dit deel door Deutsche Bank gekocht zou worden, maar dit is ten tijde van de nationalisering door de Nederlandse Staat tegengehouden. Bijna twee jaar later is de verkoop aan Deutsche Bank alsnog rondgekomen voor een bedrag van € 700 miljoen. Effectuering van de verkoop vond plaats in april 2010.

### Kredietcrisis en nationalisatie
Op 29 september 2008 meldde Fortis, dat door de kredietcrisis in zwaar weer was gekomen, dat ze haar belang in RFS Holdings zou verkopen. ING Group was een van de partijen die interesse toonde in ABN AMRO, maar trok zich uiteindelijk terug. Er werd geen andere koper gevonden. Alleen ABN AMRO Asset Management, dat in het tweede kwartaal van 2008 in Fortis Investments was geïntegreerd, werd behouden door Fortis, dat daarop zelf onderdeel werd van BNP Paribas Fortis.
Kort daarna, op 3 oktober, verklaarde Fortis dat ze ook haar bedrijfsonderdelen Fortis Bank Nederland (Holding) (inclusief de participatie in RFS Holdings), Fortis Verzekeringen Nederland en Fortis Corporate Insurance verkocht aan de Nederlandse Staat voor een totaalbedrag van € 16,8 miljard, waarbij de voormalige ABN AMRO-onderdelen het grootste onderdeel vormden. Hierdoor werd de bank genationaliseerd. De Nederlandse overheid verklaarde vervolgens dat de bedrijfsonderdelen zouden worden geïntegreerd in een nieuwe bank onder de naam ABN AMRO die op termijn ofwel zou worden verkocht ofwel naar de beurs zou worden gebracht.
Op 24 december 2008 droeg Fortis de aandelen in RFS Holdings over aan de Nederlandse Staat. De Staat verkreeg daarmee rechtstreeks zeggenschap over RFS, in plaats van zeggenschap via Fortis. Hierdoor kwamen ABN AMRO en Fortis Bank Nederland juridisch weer los van elkaar te staan, alhoewel zij wel dezelfde aandeelhouder hadden. Door deze transactie leed Fortis een boekhoudkundig verlies van € 24 miljard, het grootste verlies van een Nederlands bedrijf ooit.

## Nieuwe start ABN AMRO Group
Op 9 april 2009 werd ABN AMRO II N.V. opgericht als dochter van ABN AMRO Holding en als zuster van ABN AMRO Bank. In deze vennootschap werden alle onderdelen ondergebracht die toebehoorden aan de Nederlandse Staat. Het ging daarbij om ABN AMRO Nederland, ABN AMRO Private Banking en de International Diamond and Jewelry Group. De onderdelen die toebehoorden aan RBS bleven achter in ABN AMRO Bank. ABN AMRO II verkreeg op 13 januari 2010 de benodigde vergunningen voor het uitvoeren van een bankbedrijf.
Op 6 februari 2010 was de boedelscheiding afgerond. De naam van ABN AMRO Bank N.V. werd gewijzigd in "The Royal Bank of Scotland N.V." en de naam van ABN AMRO II N.V. in "ABN AMRO Bank N.V.". Beide bleven echter volle dochters van ABN AMRO Holding N.V. Op 1 april 2010 werd ABN AMRO Bank N.V. uit de ABN AMRO Holding gehaald en ondergebracht in de op 18 december 2009 door de Nederlandse Staat opgerichte ABN AMRO Group N.V. ABN AMRO Holding N.V. wijzigde haar naam in RBS Holdings N.V. Ook Fortis Bank (Nederland) N.V. werd ondergebracht in ABN AMRO Group N.V. Op 1 juli 2010 fuseerden ABN AMRO Bank N.V. en Fortis Bank (Nederland) N.V., waarbij de laatstgenoemde onderneming werd opgeheven.
Op 29 september 2011 werden de aandelen van ABN AMRO Group overgedragen aan de Stichting administratiekantoor beheer financiële instellingen (NLFI). De Nederlandse Staat behield als certificaathouder zijn economische rechten maar legde bewust een groot deel van de zeggenschapsrechten bij NLFI neer.

### Terug naar de beurs
In augustus 2013 nam de Nederlandse regering het principebesluit dat ABN AMRO Group op termijn zou teruggaan naar de markt, waarbij een beursgang als beste optie werd gezien. De Nederlands regering hanteerde als voorwaarden voor de beursgang dat de financiële sector weer voldoende stabiel zou zijn, er genoeg interesse in de markt zou zijn en ABN AMRO er zelf klaar voor zou zijn. Eind 2014, begin 2015 zou worden bepaald of aan de voorwaarden van een beursgang was voldaan. Als dit het geval zou zijn, zou de beursgang mogelijk ook begin 2015 kunnen plaatsvinden. Nadat echter in maart 2015 grote maatschappelijke commotie was ontstaan over de voorgenomen salarisverhoging van zes leden van de raad van bestuur van ABN AMRO, besloot minister van Financiën Jeroen Dijsselbloem op 27 maart 2015 om de beursgang uit te stellen. ABN AMRO draaide de voorgenomen salarisverhoging uiteindelijk terug, Peter Wakkie, het lid van de raad van commissarissen van ABN AMRO die verantwoordelijk was voor het beloningsbesluit stapte op. en voorzitter van de raad van bestuur Gerrit Zalm getuigde zijn spijt voor de voorgenomen salarisverhoging.
Op 22 mei 2015 besloot het kabinet alsnog om ABN AMRO naar de beurs te brengen. De aandelen worden in verschillende tranches aangeboden op de Amsterdamse beurs Euronext. De totale waarde van de bank werd geschat op zo’n 15 miljard euro. ABN AMRO krijgt een beschermingsconstructie tegen vijandelijke overnames. De aandelen worden beheerd door een stichting administratiekantoor (STAK) die in geval van een dreigende vijandige overname de aandeelhouders het stemrecht zou kunnen ontnemen. De keuze voor een STAK was opvallend omdat deze constructie in december 2013 nog door minister van Financiën Dijsselbloem was afgewezen. In een brief aan de Kamer schreef hij dat deze vorm van bescherming werd gezien als achterhaald, de verkoopopbrengst zou kunnen drukken en investeerders zou kunnen afschrikken. Op 24 juli 2015 maakte NLFI bekend welke banken de beursgang van ABN AMRO zouden begeleiden: Deutsche Bank, Morgan Stanley en ABN AMRO zelf.
In de aanloop naar de beursgang kwam een aantal voorgenomen rechtszaken, lopende claims en toezichthouderszaken tegen ABN AMRO naar buiten. Pieter Lakeman van Swapschade dreigde op 27 februari 2015 met een tuchtklacht tegen de accountants van KPMG als zij de jaarstukken 2014 van ABN AMRO zouden goedkeuren. Er zou volgens Lakeman een voorziening van € 3,65 miljard noodzakelijk zijn. Op 23 maart verklaarde Lakeman de klacht daadwerkelijk te gaan indienen. Op 19 oktober 2015 kwam naar buiten dat ABN AMRO woningcorporatie Vestia € 55 miljoen als schikking voor overbodig verkochte rentederivaten had betaald. Een dag later legde de AFM de bank een boete op van € 2 miljoen wegens het onvoldoende bijhouden van klantgegevens met betrekking tot de verkoop van rentederivaten aan het mkb. Door deze boete hebben de afnemers van rentederivaten een grotere kans op een schadevergoeding.
Op 20 november 2015 was de beursnotering van ABN AMRO een feit. Er werden 188 miljoen certificaten van aandelen verkocht tegen een introductiekoers van € 17,75. De koers steeg direct naar € 18,18. De opbrengst voor de overheid was € 3,8 miljard, de totale marktkapitalisatie van ABN AMRO kwam daarmee op € 16,7 miljard. Met deze plaatsing was 23% van de aandelen in handen van het publiek gekomen. Bijna een jaar later, op 17 november 2016, verkocht de staat nog eens 65 miljoen certificaten tegen een koers van € 20,40 en de totale opbrengst was € 1,3 miljard. Na deze transactie daalde het staatsbelang van 77% tot 70%. Op 28 juni 2017 verkocht de staat nogmaals 65 miljoen certificaten waarvoor de staat € 1,5 miljard ontving. In september 2017 werd wederom een belang van 7% verkocht wat resulteerde in een opbrengst van € 1,6 miljard. De staat had via de NLFI nog 57% van de aandelen in handen. In februari 2023 maakte het ministerie van Financiën bekend aandelen te gaan verkopen in kleine stapjes en in september 2023 was het aandelenbelang teruggebracht tot iets minder dan 50%. Op 30 november 2023 maakte NLFI verdere verkopen bekend met de intentie het aandelenbelang tot ongeveer 40% terug te brengen. Op 11 september 2024 was het belang gereduceerd naar 40,5%. Op 25 juli 2025 maakte NLFI bekend dat het belang is gedaald naar 30,5%, de verkoop van het 10%-pakket bijna € 1,6 miljard opgeleverd.

### Overzicht resultaten
In de onderstaande tabel zijn de resultaten van ABN AMRO sinds 2009 weergegeven. De nettowinst cijfers zijn geschoond, dus exclusief substantiële integratie- en reorganisatiekosten. Per 1 april 2010 is de verkoop van diverse Nederlandse activiteiten aan Deutsche Bank afgerond. Deutsche Bank betaalde € 700 miljoen voor deze activiteiten, maar voor ABN AMRO leidde dit nog tot een fors eenmalig verlies van € 812 miljoen. In 2010 daalde het aantal werknemers met ruim 3400, circa een derde was het gevolg van de verkoop van de activiteiten aan de Deutsche Bank en de rest door het samenvoegen van de kantoren van ABN AMRO en Fortis Bank Nederland. De sterke stijging van de post voorzieningen in 2011 was het gevolg van een forse extra voorziening van € 660 miljoen na belasting voor Griekse overheidsgegarandeerde bedrijfsleningen waarvan terugbetaling onzekerder was geworden. In 2011 en 2012 betaalde de bank € 250 miljoen aan dividend aan de Nederlandse staat. In 2012 werd het resultaat ook nog met € 112 miljoen gedrukt door de nieuwe bankenbelasting. In 2013 werd 82% van de baten gegenereerd in Nederland, dit is relatief hoog in vergelijking tot ING Groep of Rabobank. De nettowinst van € 1160 miljoen werd positief beïnvloed door een grote vrijval van voorzieningen ter waarde van € 685 miljoen voor Madoff-gerelateerde en verkochte Griekse leningen. Gecorrigeerd voor deze en overige bijzondere posten kwam de nettowinst uit op € 752 miljoen. De winstdaling was vooral toe te schrijven aan een aanzienlijke kredietvoorziening en een incidentele pensioenlast. Het verlies in 2020 was vooral het gevolg van veel hogere kredietvoorzieningen als een gevolg van de coronapandemie.
| Jaar | Totale baten | Bedrijfs- resultaat | Voorzieningen kredieten | Nettowinst | Balanstotaal | RWA       | Werknemers |
| ---- | ------------ | ------------------- | ----------------------- | ---------- | ------------ | --------- | ---------- |
| 2009 | € 6986       | € 1747              | € 1585                  | € 142      | € 386.524    | n.b.      | 29.551     |
| 2010 | € 7659       | € 2324              | € 837                   | € 1077     | € 379.599    | € 116.382 | 26.161     |
| 2011 | € 7794       | € 2799              | € 1757                  | € 960      | € 404.682    | € 118.286 | 24.225     |
| 2012 | € 7338       | € 2829              | € 1228                  | € 1285     | € 394.404    | € 121.506 | 23.059     |
| 2013 | € 7324       | € 2554              | € 983                   | € 1160     | € 372.022    | € 109.012 | 22.289     |
| 2014 | € 8055       | € 2717              | € 1171                  | € 1134     | € 386.867    | € 109.647 | 22.215     |
| 2015 | € 8455       | € 3227              | € 505                   | € 1924     | € 390.317    | € 108.001 | 22.048     |
| 2016 | € 8588       | € 2931              | € 114                   | € 2076     | € 394.482    | € 104.215 | 21.664     |
| 2017 | € 9290       | € 3708              | € −63                   | € 2791     | € 393.171    | € 106.157 | 19.954     |
| 2018 | € 9093       | € 3742              | € 665                   | € 2325     | € 381.295    | € 105.391 | 18.830     |
| 2019 | € 8605       | € 3337              | € 657                   | € 2046     | € 375.054    | € 109.825 | 17.977     |
| 2020 | € 7916       | € 2660              | € 2303                  | € −45      | € 395.623    | € 110.481 | 19.234     |
| 2021 | € 7597       | € 1791              | € −46                   | € 1234     | € 399.113    | € 117.693 | 19.957     |
| 2022 | € 7841       | € 2415              | € 39                    | € 1867     | € 379.581    | € 128.593 | 20.038     |
| 2023 | € 8618       | € 3385              | € −158                  | € 2697     | € 377.909    | € 140.200 | 20.872     |
| 2024 | € 8861       | € 3394              | € −21                   | € 2403     | € 385.047    | € 140.900 | 21.976     |

### Ontslagen
In 2016 maakte ABN AMRO in twee ronden significante ontslagen bekend. In de eerste ronde verdwenen maximaal 1375 fte's bij ondersteunende diensten zoals catering en risicomanagement. In november 2016 kwamen daar 1500 fte's bij. Van de 26.500 banen die ABN AMRO in 2015 nog had, waren er in 2020 nog 23.000 over, een daling van 13%. ABN AMRO verwachtte een besparing van € 400 miljoen per jaar te kunnen realiseren door digitalisering van werkzaamheden en door efficiënter te gaan werken. Tussen 2010 en 2015 verdween al 15% van het totale aantal werknemers.

### Andere ontwikkelingen
In 2016 en 2017 introduceerde de bank diverse nieuwe diensten, merknamen en dochterondernemingen, onder andere op het gebied van fintech, zoals Tikkie, New10, Franx en voor de Duitse markt Prospery.

#### Witwasschandaal
In de periode 2014-2020 is ABN AMRO in Nederland tekortgeschoten in het uitvoeren van haar rol, voorgeschreven door de Wwft, als poortwachter met het oog op het bestrijden van witwassen. Dat is de uitkomst van het onderzoek door het Openbaar Ministerie (OM). ABN AMRO heeft een door het OM aangeboden transactie van € 480 miljoen geaccepteerd (schikking waarbij de bank dit bedrag betaalt en zo vervolging voorkomt). Het bedrag bestaat uit een boete van € 300 miljoen en een bedrag van € 180 miljoen ter ontneming van wederrechtelijk verkregen voordeel, namelijk de besparing op personeelskosten. De transactie ziet niet op eventuele strafbare feiten begaan door natuurlijke personen. Het OM had drie personen aangemerkt als verdachte, omdat zij een leidinggevende functie hadden bij de onderdelen van de bank die overtredingen hebben begaan. Deze oud-bestuursleden zijn Gerrit Zalm, Joop Wijn en Chris Vogelzang. In december 2024 maakte het OM bekend van vervolging af te zien vanwege onvoldoende bewijs.

## Kantoorgebouwen

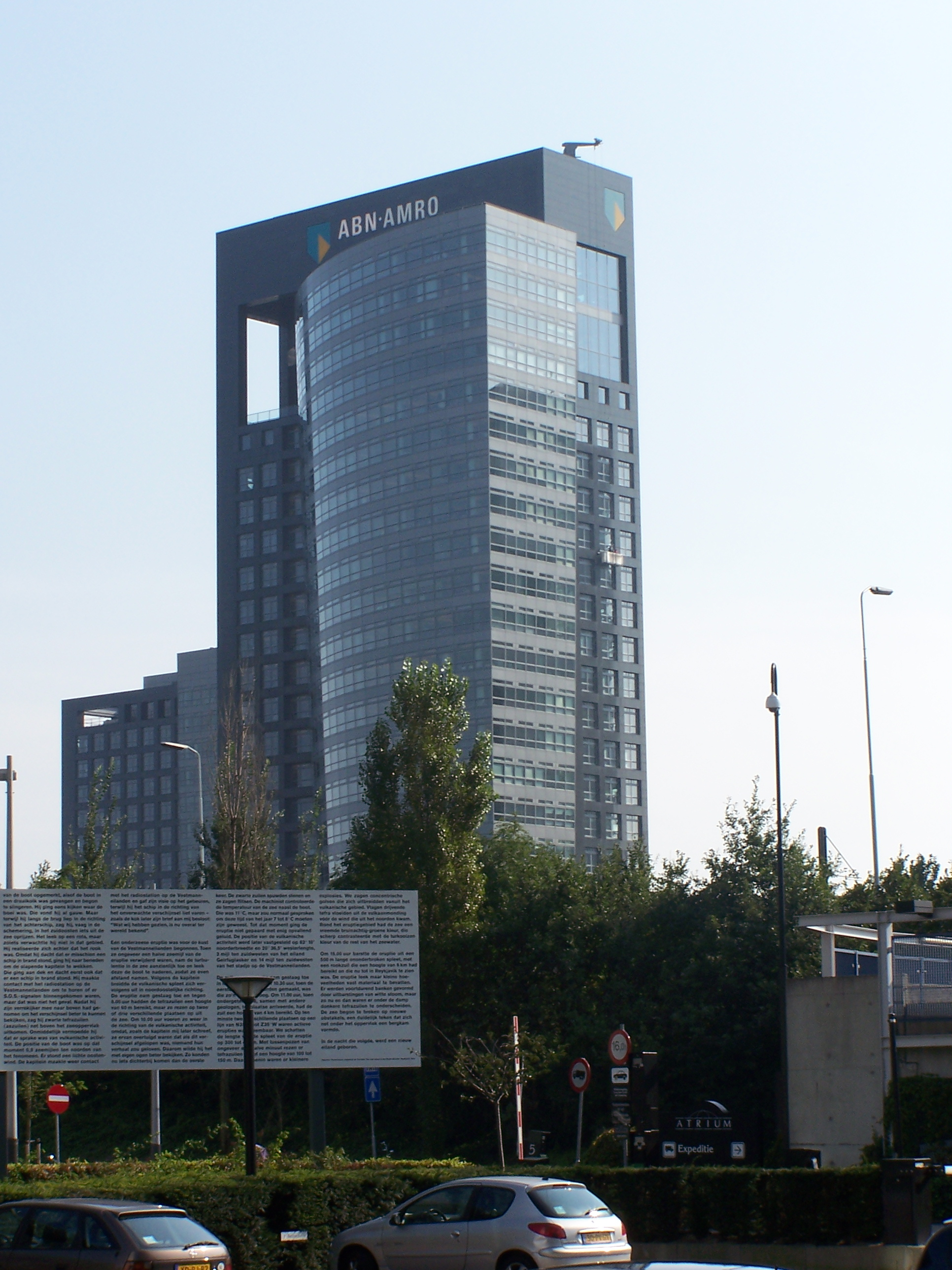
ABN AMRO-hoofdkantoor, Amsterdam

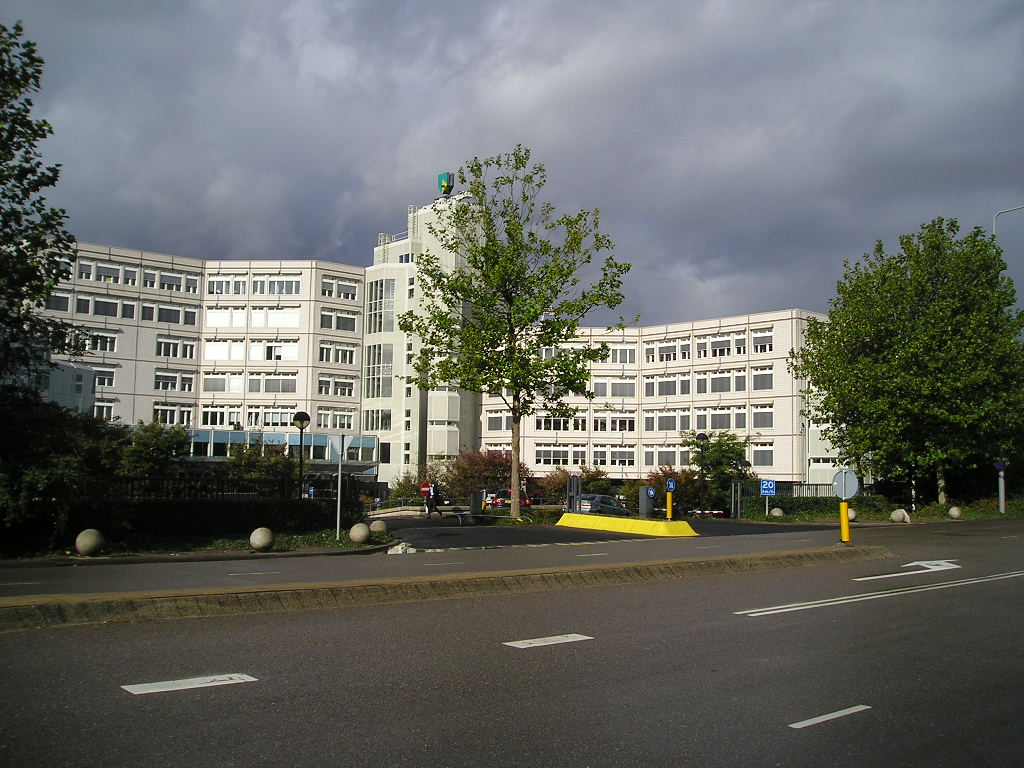
Foppingadreef 22, Amsterdam

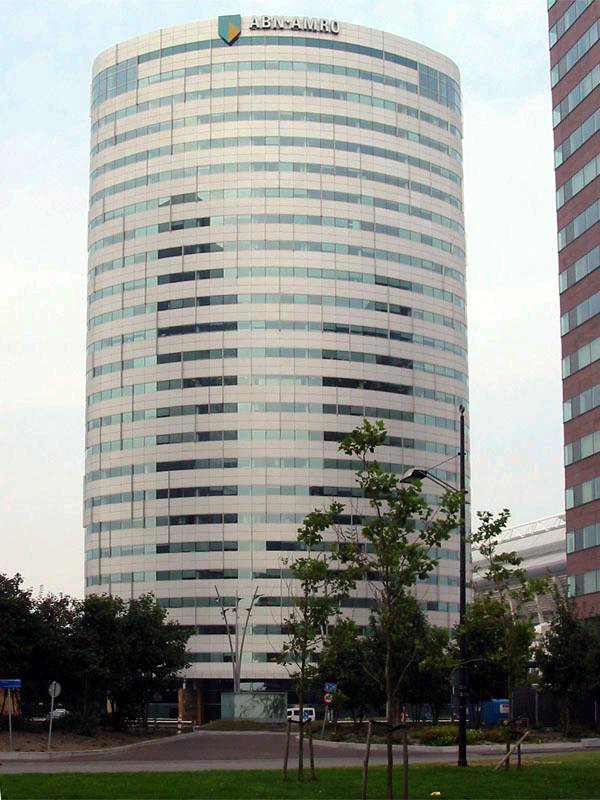
Oval Tower, Amsterdam

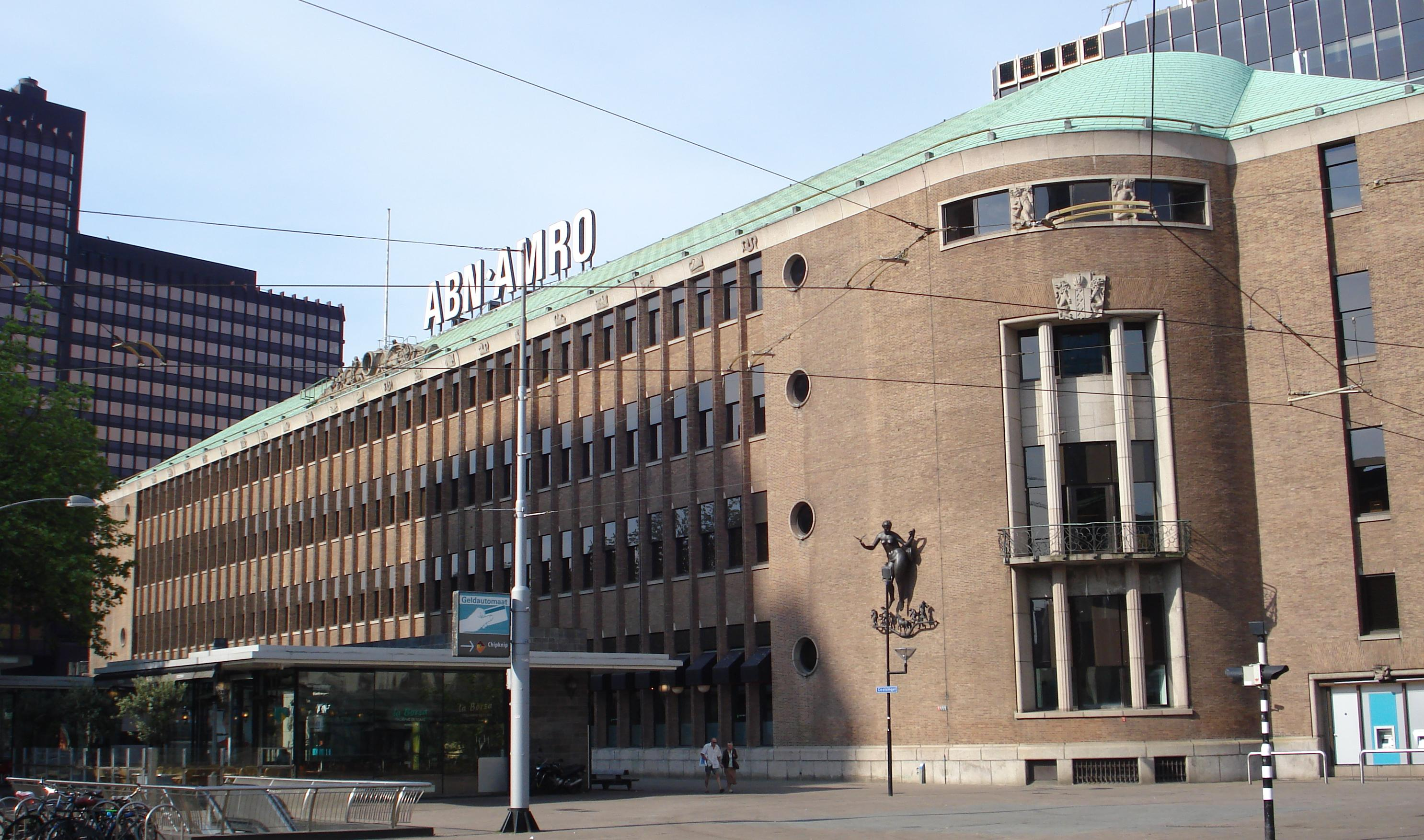
Coolsingel 119, Rotterdam. Voormalig bankgebouw Rotterdamsche Bank en rijksmonument

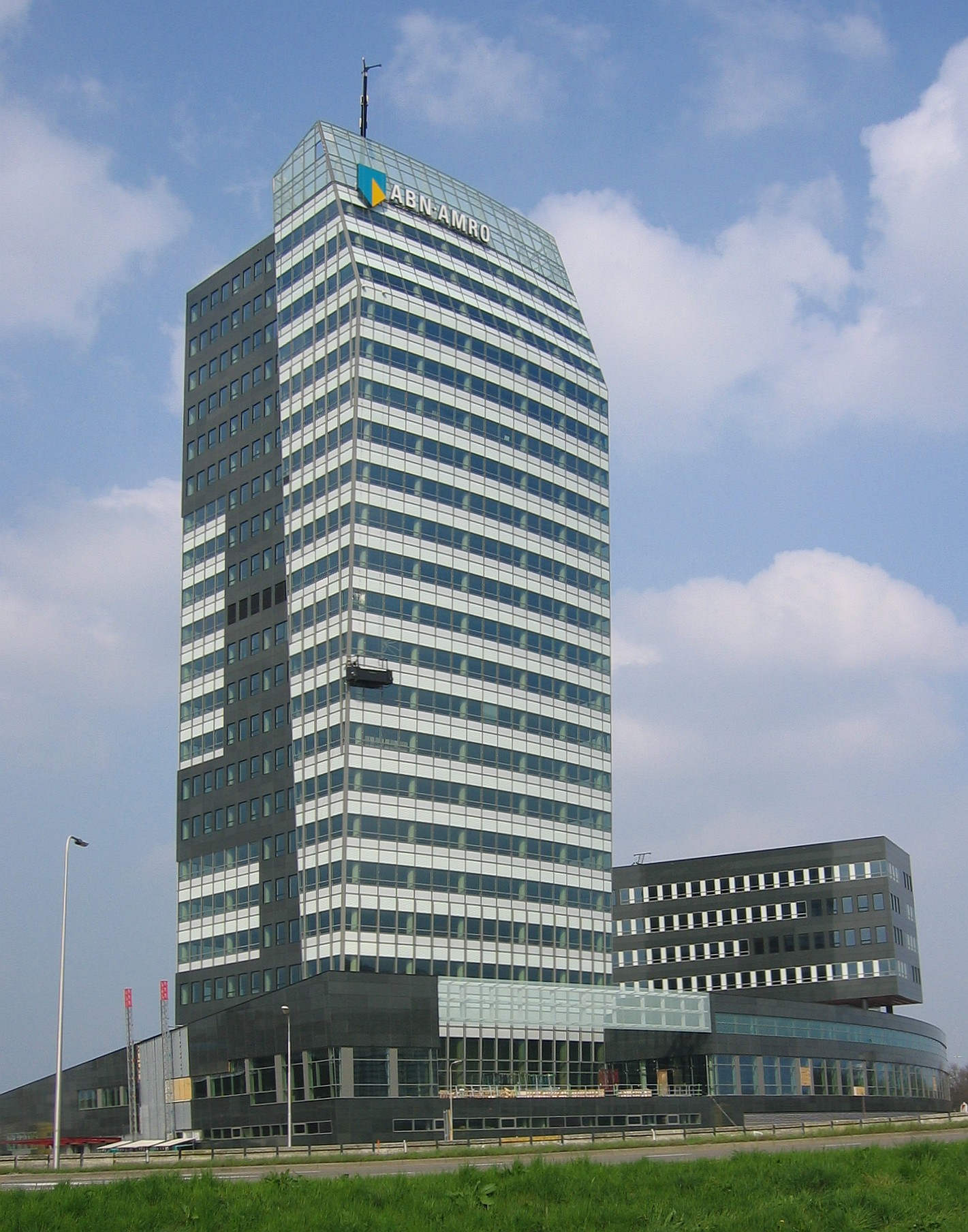
IJsseltoren, Zwolle

### Huidige gebouwen
Sinds de integratie had ABN AMRO nog 470 bankkantoren in Nederland in 2011. Daarnaast waren er ruim 1000 onbemande geldautomaten. De gebouwen worden door een afdeling van de bank zelf beheerd.
In 2023 zijn het aantal bankkantoren teruggebracht naar 60, wellicht neemt dit aantal verder af, aangezien volgens de bank het aantal klanten die de kantoren bezoekt afneemt door verdere digitalisering. Ook het aantal geldautomaten is anno 2023 drastisch afgenomen. Mede doordat de bank een samenwerking met de ING Bank en Rabobank is aangegaan met gezamenlijke geldautomaten, geheten Geldmaat.

#### Amsterdam: Gustav Mahlerlaan
Tegenwoordig is het hoofdkantoor van ABN AMRO in Amsterdam aan de Gustav Mahlerlaan gevestigd. Het kantoor is met 105 meter hoogte het op een na hoogste gebouw op de Zuidas. Dat ABN AMRO zich hier vestigde, was een van de aanleidingen voor de ontwikkeling van de Zuidas tot kantorenlocatie. In december 2021 werd dit gebouw voor € 765 miljoen verkocht aan vastgoedinvesteerder Victory Group. Op deze transactie wordt een winst voor belastingen van € 338 miljoen gerealiseerd. Voor een aantal jaren wordt het pand nog gehuurd tot de verbouwing van het pand Foppingadreef is afgerond. De verbouwing wordt in 2025 afgerond. De meeste van de werknemers verhuizen dan, maar de hoofddirectie verhuist niet want het gebouw blijft het officiële hoofdkantoor van de bank.

#### Amsterdam: Foppingadreef
Het pand Foppingadreef 22, gelegen in Amsterdam-Zuidoost (aan de spoorlijn Amsterdam-Utrecht), is met zijn 56 792 m² (VVO) het op een na grootste kantoorgebouw van ABN AMRO. Het gebouw stamt uit 1985 en was toentertijd oorspronkelijk het hoofdkantoor van de Amro bank. In het kantoorpand zijn naast de directie van de Business Unit Nederland er vele andere bedrijfsonderdelen ondergebracht, waaronder de ABN AMRO Groenbank.
Het pand valt vooral op door de witte betegeling aan de buitenkant. Het ontwerp is gebaseerd op een synthese van functionaliteit aan leefbaarheid. Dat leidde tot een clustervormig gebouw met ypsilonvormige etages. Alle drie de Y's vertrekken vanuit een centrale kern. Sinds het derde kwartaal van 2023 is de Foppingadreef dichtgaan voor meer dan drie jaar om uit te breiden en te verduurzamen om zo de klimaatdoelstelling van Parijs te halen. Het uiteindelijke doel is totaal geen schadelijke stoffen meer uitstoten of gebruiken. Het pand zal na de verbouwen het dubbele aantal mensen kwijt kunnen omdat de ruimte tussen de Y’s wordt opgevuld. Het zal daarna het onofficiële hoofdkantoor worden. Alle operaties worden vanuit daar geleid maar de grotere klanten zullen nog wel worden verwelkomd op het officiële hoofdkantoor aan de Gustavmahlerlaan te Amsterdam.

#### Rotterdam: Coolsingel
Het kantoor aan de Coolsingel 119 in Rotterdam is eigendom van ABN AMRO en bestaat uit twee gedeelten. Met de bouw van de laagbouw met het markante koperen dak, het hoofdkantoor van de voormalige Rotterdamsche Bank, werd al in 1941 begonnen (het oorspronkelijke kantoor aan de Boompjes was tijdens het bombardement op Rotterdam verwoest). In 1942 legde een algemene bouwstop de activiteiten stil en pas in 1948 werd het gebouw, zoals het er nu staat, voltooid. De moderne hoogbouw stamt uit begin jaren 70. Beide gedeelten zijn samen 27 669 m² groot (VVO). Het gebouw huisvest meerdere business-units en bevat tevens een bankshop en een inpandige parkeergarage.

#### Zwolle: IJsseltoren
In juni 2006 heeft ABN AMRO de IJsseltoren in Zwolle in gebruik genomen. Er zijn meerdere business-units gehuisvest en het is mede het nieuwe hoofdkantoor van ABN AMRO Verzekeringen (een joint venture van ABN AMRO en Nationale Nederlanden). De IJsseltoren bestaat uit 23 bouwlagen, is 96 meter hoog. De oude vestiging aan de andere kant van de A28 is inmiddels gesloopt.

### Voormalige gebouwen

#### Amsterdam: Vijzelstraat
Het hoofdkantoor van de ABN Bank heeft lange tijd in de stad gelegen in het door Karel de Bazel ontworpen pand aan de Vijzelstraat voor de Nederlandsche Handel-Maatschappij. Het gebouw huisvest momenteel het gemeentearchief van de stad Amsterdam.

#### Amsterdam: Oval Tower
De Oval Tower (genoemd naar zijn ovale vorm) bevindt zich in het ArenA Boulevardgebied in Amsterdam-Zuidoost. Het gebouw is 100 meter hoog, telt 24 verdiepingen, heeft een vloeroppervlakte (VVO) van 24 515 m² en is door ABN AMRO in 2001 in zijn geheel gehuurd voor een periode van 10 jaar. Er zijn meerdere business-units gehuisvest. Het gebouw is inmiddels niet meer in gebruik bij ABN AMRO maar fungeert thans als hoofdzetel van Deutsche Bank in Nederland.

## ABN AMRO Participaties
In 2015 deed ABN AMRO Participaties samen met nog twee private-equity-investeerders een bod op het bedrijf Koninklijke Ten Cate.

## Duurzaamheid
Over de duurzaamheid van de ABN AMRO lopen de meningen uiteen. Enerzijds doet de bank mee aan projecten die duurzaamheid bevorderen, anderzijds wordt de bank ervan beschuldigd ook in klimaatonvriendelijke projecten te investeren.
De bank is een van de initiatiefnemers van vrijwillig duurzaam financieren van eigen projecten van banken in ontwikkelingslanden. Een omstreden mijnbouwproject in Papoea-Nieuw-Guinea en de publiciteit daarover waren voor de bank aanleiding voor het opstellen van de ‘Equator Principles’. ABN AMRO scoorde in 2006 het hoogst in duurzaamheid onder AEX-bedrijven volgens onderzoek van Dutch Sustainability Research. In 2007 werd ABN AMRO samen met vier andere banken waaronder Barclays door The Financial Times en IFC Today genomineerd als 'Sustainable Bank of the Year'.
Dit alles gaat echter wat betreft klimaatverandering alleen over de bedrijfsvoering van de bank. Een bank heeft echter ook invloed via de manier waarop ze het geld dat ze beheert investeert. Van het geld dat de bank steekt in energiebronnen gaat 97% naar fossiele brandstoffen. Zo wordt bijvoorbeeld de recente investering van een half miljard euro in de oliepijpleiding Sachalin II bekritiseerd. Milieudefensie heeft een inventarisatie gemaakt van de klimaatvriendelijkheid van alle Nederlandse banken en kwam tot de conclusie dat ABN AMRO zelfs de minst klimaatvriendelijke bank van Nederland is. De Eerlijke Geldwijzer gaf ABN Amro in 2021 een 5/10 voor hun klimaatbeleid met betrekking tot fossiele energie.
Een in maart 2024 uitgebracht rapport over activiteiten van de Europese financiële sector geeft aan dat de drie grote Nederlandse banken in de top-10 zitten van banken die bossen en klimaat bedreigen. ABN AMRO zou hier voor € 9 miljard in gestoken hebben. Eerdere contacten met de banken hebben niet geleid tot een aanpassing van beleid en strategie, met als gevolg dat nu geprobeerd wordt de bank via Europese regelgeving te dwingen tot een minder milieubedreigend investeringsbeleid.

## Kunstcollectie
ABN AMRO bezit een grote collectie beeldende kunst. Wat begon met het aankopen van kunstwerken ter verfraaiing van de werkplekken leidde uiteindelijk (in de loop van circa 25 jaar) tot de grootste kunstverzameling in Nederland buiten museaal of overheidsbezit. Ook reikte ABN AMRO tussen 2004 en 2007 jaarlijks de ABN AMRO Kunstprijs uit, een aanmoedigingsprijs voor buitenlandse kunstenaars die een band met Nederland hadden.
Kort voor de overname van ABN AMRO door het bankentrio in 2007 werd het eigendom van de kunstcollectie overgedragen aan de Stichting ABN AMRO Kunstverzameling, waarmee voorkomen werd dat een van de bekendste bedrijfscollecties van Nederland zou worden opgesplitst of verkocht. Critici spraken van "de grootste kunstroof van de eeuw". Door de fusie tussen ABN AMRO en Fortis Bank Nederland in 2010 zijn de kunstcollecties van beide banken samengevoegd onder een nieuwe stichting, de Stichting Kunst en Historisch Bezit ABN AMRO, en is de kunstcollectie van ABN AMRO nog verder uitgebreid.

## Bestuursvoorzitters ABN AMRO

### Voorzitters raad van bestuur
- Roelof Nelissen (1990-1992)
- Rob Hazelhoff (1992-1994)
- Peter Jan Kalff (1994-2000)
- Rijkman Groenink (2000-31 oktober 2007)
- Mark Fisher (1 november 2007-28 februari 2009)[72]
- Gerrit Zalm (28 februari 2009-31 december 2016)
- Kees van Dijkhuizen (1 januari 2017-22 april 2020)
- Robert Swaak (23 april 2020-22 april 2025)
- Marguerite Bérard (23 april 2025- )

### Vicevoorzitters raad van bestuur
- Wilco Jiskoot (2007-2008)
- Gerrit Zalm (23 december 2008-28 februari 2009)
- Jan van Rutte (2009-2013)
- Johan van Hall (1 juni 2013-2017)
- Clifford Abrahams (1 september 2017-2021)
- Christian Bornfeld (2021-heden)[73]

## Dochterondernemingen ABN AMRO
ABN AMRO heeft verschillende dochterondernemingen. Dit zijn:
- ABN AMRO Lease
- ABN AMRO Commercial Finance
- ABN AMRO Clearing
- ABN AMRO Groenbank
- ABN AMRO Hypotheken Groep
- ABN AMRO Verzekeringen
- ABN AMRO Pensions
- ALFAM

- International Card Services
- Banque Neuflize OBC
- Bethmann Bank
- ABN AMRO Funding USA LLC
- Stater
- Beter
- Moneyou
- Florius

Het onderdeel levensverzekeringen van ABN AMRO Verzekeringen is in 2023 opgegaan in Nationale-Nederlanden Levensverzekering Maatschappij N.V.

## Naslagwerk
- Wereldwijd bankieren, ABN AMRO 1824-1999, redactie Joh. de Vries, uitgave van ABN AMRO, Amsterdam 1999.

ABN AMRO · Adyen · AEGON · Ahold Delhaize · AkzoNobel · ArcelorMittal · ASMI · ASML · ASR Nederland · Besi · DSM-Firmenich · Exor · Heineken · IMCD · ING · KPN · NN Group · Philips · Prosus · Randstad · RELX · Shell · Unilever · Universal Music Group · Wolters Kluwer